# Episodi di Good Witch (quinta stagione)
La quinta stagione della serie televisiva Good Witch, composta da 10 episodi, è stata trasmessa in prima visione negli Stati Uniti su Hallmark Channel dal 9 giugno al 18 agosto 2019. Lo speciale di Halloween invece è stato trasmesso il 19 ottobre 2019.
In Italia la stagione è stata interamente distribuita su Netflix il 15 dicembre 2019(l'episodio speciale  è stato trasmesso in prima visione assoluta su Rai 2 il 23 e 24 dicembre 2020 suddiviso in due parti e considerato come i primi due episodi della sesta stagione). In chiaro è stata trasmessa su Rai 2 dal 26 dicembre 2020 al 3 gennaio 2021.
| n°                                         | Titolo originale              | Titolo italiano                          | Prima TV USA    | Pubblicazione Italia | Prima Tv in chiaro |
| ------------------------------------------ | ----------------------------- | ---------------------------------------- | --------------- | -------------------- | ------------------ |
| 1                                          | The Forever Tree, Part 1      | L'albero dell'eternità (prima parte)     | 9 giugno 2019   | 15 dicembre 2019     | 26 dicembre 2019   |
| 2                                          | The Forever Tree, Part 2      | L'albero dell'eternità (seconda parte)   | 10 giugno 2019  | 15 dicembre 2019     | 26 dicembre 2019   |
| 3                                          | The Honeymoon                 | La luna di miele                         | 16 giugno 2019  | 15 dicembre 2019     | 27 dicembre 2019   |
| 4                                          | The Prince                    | Il Principe                              | 23 giugno 2019  | 15 dicembre 2019     | 30 dicembre 2019   |
| 5                                          | The Tea                       | Il tè                                    | 30 giugno 2019  | 15 dicembre 2019     | 31 dicembre 2019   |
| 6                                          | The Road Trip                 | La gita                                  | 7 luglio 2019   | 15 dicembre 2019     | 1º gennaio 2020    |
| 7                                          | The Grey-cation               | La Grey-canza                            | 28 luglio 2019  | 15 dicembre 2019     | 1º gennaio 2020    |
| 8                                          | The Treasure                  | Il tesoro                                | 4 agosto 2019   | 15 dicembre 2019     | 2 gennaio 2020     |
| 9                                          | The Comet                     | La cometa                                | 11 agosto 2019  | 15 dicembre 2019     | 3 gennaio 2020     |
| 10                                         | The Graduation                | Il diploma                               | 18 agosto 2019  | 15 dicembre 2019     | 3 gennaio 2020     |
| Speciale di Halloween                      |                               |                                          |                 |                      |                    |
|                                            | Good Witch: Curse from a Rose | La maledizione di una rosa (prima parte) | 19 ottobre 2019 |                      | 23 dicembre 2020   |
| La maledizione di una rosa (seconda parte) | Good Witch: Curse from a Rose | 24 dicembre 2020                         | 19 ottobre 2019 |                      |                    |

## L'albero dell'eternità (prima parte)
- Titolo originale: The Forever Tree, Part 1
- Diretto da: T. W. Peacocke
- Scritto da: Vincent Pagano

### Trama
Mentre Cassie lavora ai preparativi per il matrimonio dell'ultimo minuto, Sam cerca l'albero sotto il quale il suo antenato si era sposato come sorpresa del matrimonio. Scettico, invita il fratello adottivo Vincent che viaggia per il mondo nella ricerca. Grace è disturbata dal singhiozzo durante la pianificazione del matrimonio e Nick trova ispirazione per il suo futuro in una nuova ragazza. Abigail medita di ripristinare Martha come sindaco, ma l'arrivo di un affascinante sconosciuto cambia i piani di Abigail. Nel frattempo, Stephanie è innamorata di un cappellano dell'ospedale.

## L'albero dell'eternità (seconda parte)
- Titolo originale: The Forever Tree, Part 2
- Diretto da: T. W. Peacocke
- Scritto da: Darin Goldberg

### Trama
Il matrimonio di Cassie e Sam è finalmente arrivato. Mentre Middleton si prepara per l'evento, Sam riceve l'aiuto di Grace per trovare l'albero per sempre. Tuttavia, il matrimonio fa sì che a Grace manchi il suo defunto padre, mentre Cassie si preoccupa che Vincent non possa arrivare al matrimonio. Abigail diventa sindaco e diventa una sorprendente alleata, mentre Martha trova una nuova passione in televisione. Nel frattempo, Nick fa un passo verso la ricerca della sua futura chiamata e Stephanie deve affrontare una reazione inaspettata quando confessa i suoi sentimenti per il cappellano dell'ospedale.

## La luna di miele
- Titolo originale: The Honeymoon
- Diretto da: Stefan Scaini
- Scritto da: Roger Grant

### Trama
Mentre la luna di miele di Cassie e Sam si avvicina alla fine, aiutano un nuovo amico a riconciliarsi con la famiglia e salvare un vigneto. Grace cerca di riprendersi dopo aver rotto con il suo fidanzato a distanza. Abigail si unisce al sindaco di Blairsville per un evento di beneficenza, ma presto le viene in mente una maledizione secolare che ha separato le loro famiglie. Martha si blocca alla sua audizione televisiva, ma attiva il fascino all'ultimo minuto per vincere la parte. Stephanie si ritrova combattuta tra due pretendenti e Nick va a caccia di fantasmi a Grey House con un vecchio amico, che sembra essere alla ricerca di qualcosa di più di un'attività paranormale.

## Il principe
- Titolo originale: The Prince
- Diretto da: Stefan Scaini
- Scritto da: Erinne Dobson

### Trama
Il principe di Cordonia fa visita in incognito a Middleton e s'innamora della bibliotecaria Olivia. Sam riceve la visita di un vecchio amico bisognoso della sua esperienza medica, ma scopre presto che la sua cura potrebbe risiedere nell'intuizione di Cassie. Grace inizia uno stage per Martha al City Hall e ha una forte concorrenza da parte di un collega stagista, a vantaggio di Abigail, che ha bisogno di tutto l'aiuto possibile quando la famiglia del sindaco rivale cerca di costruire su un punto di riferimento di Middleton. Nel frattempo, Martha si prepara per il primo episodio del suo programma televisivo e Stephanie considera le sue opzioni romantiche.

## Il tè
- Titolo originale: The Teà
- Diretto da: Steve DiMarco
- Scritto da: Jesenia Ruiz e Carlee Malemute

### Trama
Cassie serve un tè speciale per aiutare Abigail ad aprirsi durante un appuntamento con la sua ex nemesi, il sindaco recentemente reintegrato Martha condivide le sue opinioni con un'artista che dipinge il suo ritratto e due ospiti a Gray House si ricollegano. Nel frattempo, Sam cerca aiuto per insegnare al suo nuovo residente una lezione al capezzale. Delusa dopo che il suo college di prima scelta l'ha rifiutata, Grace si apre al suo collega stagista. Nick, tuttavia, sente la sua fiducia scossa quando riceve una lettera di accettazione del college e concentra la sua energia nervosa sul ripristino di un'auto. Altrove, Stephanie discute di una partnership commerciale con Vincent, il suo nuovo interesse amoroso.

## La gita
- Titolo originale: The Road Trip
- Diretto da: Steve DiMarco
- Scritto da: Roger Grant

### Trama
Cassie e Grace visitano un college che Grace sta valutando e dove Cassie sta ricevendo un onore. Grace entra in contatto con il suo ospite nostalgico del fine settimana, mentre Cassie fa visita alla sua amica del college, Willow. Desiderando una pausa dalla sua relazione in rapida evoluzione con Donovan, Abigail si unisce all'ultimo minuto. Rimasto a guardare Grey House, Sam cerca di aiutare i suoi ospiti padre / figlio a comunicare meglio. Nel frattempo, Martha passa a un formato di gossip incisivo per migliorare gli ascolti in difficoltà del suo programma televisivo, e Stephanie e Adam hanno un appuntamento.

## La Grey-canza
- Titolo originale: The Grey-cation
- Diretto da: Craig David Wallace
- Scritto da: Cole Bastedo

### Trama
Cassie e Sam danno il benvenuto a due vacanzieri a Grey House, Martha e suo marito. Vedere come interagiscono i Tinsdale, però, dimostra quanto i Radford appena sposati devono ancora imparare l'uno sull'altro. Grace esce con il suo collega stagista, Luke, ignara dei suoi secondi fini. Abigail incontra la madre di Donovan, Dotty, che crede che una vecchia maledizione dovrebbe tenere lontani Abigail e Donovan. Nel frattempo, la relazione in erba di Stephanie con Adam viene messa in discussione quando il suo ex fidanzato fa visita e Nick cerca di sostenere il suo amico ferito.

## Il tesoro
- Titolo originale: The Treasure
- Diretto da: Craig David Wallace
- Scritto da: Cole Bastedo

### Trama
Cassie incoraggia Sam a cercare misteri da sbloccare, proprio come Martha scopre una carta della città perduta da tempo con una mappa del tesoro nascosta. Vincent cerca il tesoro, portando a una competizione inaspettata con un altro cercatore di tesori. Grace è ferita quando scopre che Luke stava spiando Abigail per conto di Dotty. Abigail continua a lottare con lei, finché una crisi non le fa rivalutare il suo rapporto con Donovan. Nel frattempo, Adam aiuta Stephanie con il lancio del suo food truck.

## La cometa
- Titolo originale: The Comet
- Diretto da: Martin Wood
- Scritto da: Vincent Pagano

### Trama
La cometa di Posner che esaudisce i desideri sta per solcare i cieli di Middleton e la gente di città pensa al loro unico desiderio. I desideri si avverano solo se espressi dall'osservatorio della città. Cassie vuole solo il meglio per Sam, quando gli viene offerto un lavoro da sogno in tutto il paese dopo aver eseguito con successo un intervento chirurgico complicato. Grace si prepara per il suo discorso di commiato di diploma, mentre Nick diventa inaspettatamente nostalgico mentre il liceo si avvicina alla fine. Abigail ha in programma un viaggio in Europa per superare la sua rottura con Donovan, mentre lui cerca di riconquistarla. Nel frattempo, Martha si sforza di fare ammenda con la sua nemesi, e Stephanie e Adam sono sopraffatti quando il loro camion di cibo è una sensazione istantanea.

## Il diploma
- Titolo originale: The Graduation
- Diretto da: Martin Wood
- Scritto da: Darin Goldberg

### Trama
Mentre Cassie e Sam si preparano a mandare Grace e Nick al college, vengono raggiunti dalla madre di Nick, che è preoccupata per il suo imminente trasferimento in tutto il paese. Grace trascorre i suoi ultimi giorni a Middleton aiutando una stilista locale a realizzare un vestito per una cliente e nel frattempo scopre la sua vera passione. Con il suo camion di cibo ancora fiorente, Stephanie bilancia un carico di lavoro intenso e il suo rapporto con Adam. Abigail, preoccupata che la colpa possa essere la maledizione, si sforza di rispondere quando Donovan condivide i suoi sentimenti per lei. Nel frattempo, Sam e Martha continuano la caccia al tesoro di Middleton, portando a una scoperta inaspettata.

## La maledizione di una rosa
- Titolo originale: Curse from a Rose
- Diretto da: Craig Pryce
- Scritto da: Daren Goldberg (prima parte) e Vincent Pagano (seconda parte)

### Trama
Cassie riceve una visita inaspettata dalla sua compagna di stanza al college Autumn Delaney, che nutre risentimento verso Cassie per un evento passato. Martha pianifica un falò per onorare la stagione e cerca di ignorare il fallimento del marito nel riconoscere l'anniversario del loro fidanzamento nella notte di Halloween. La sfortuna sembra ostacolare i tentativi di Sam di pianificare un romantico Halloween per Cassie, il loro primo da coppia sposata, nonostante l'arrivo di un misterioso portafortuna. Donovan fa una scommessa con Abigail sul triathlon a tema Halloween che sta gareggiando contro Sam, con il vincitore che si guadagna i diritti per decidere i piani di Halloween della coppia. Stephanie e Adam radunano la città per battere il record di intaglio della zucca detenuto da Blairsville. Nel frattempo, George e Nick cercano il mitico mostro marino di Middleton. Mentre il falò si avvicina, Cassie aiuta Autumn a superare il passato ea prendere il controllo del suo futuro.
- Ascolti Italia: (prima parte) telespettatori 345.000 – share 2,9%[2];  (seconda parte) telespettatori 664.000 – share 4,1%[3]